# Вая (приток Чеснавы)
Вая — река в России, протекает по Ярославской области. Исток реки находится на водоразделе Чеснавы и Волги, к востоку от деревни Ванинское. Длина реки составляет 18 км. Площадь водосборного бассейна — 84,2 км².
Река течёт на север, минуя урочища Чаусово и Ермаково, населённых пунктов вдоль реки почти нет. Правый приток — ручей Креков, текущий из болот урочища Красное, впадает перед единственной деревней на реке — Чаяново. Устье реки находится в 4,1 км по правому берегу реки Чеснава, в заливе Рыбинского водохранилища, напротив деревни Горелово.

## Данные водного реестра
По данным государственного водного реестра России относится к Верхневолжскому бассейновому округу, водохозяйственный участок реки — Рыбинское водохранилище до Рыбинского гидроузла и впадающие в него реки, без рек Молога, Суда и Шексна от истока до Шекснинского гидроузла, речной подбассейн реки — Реки бассейна Рыбинского водохранилища. Речной бассейн реки — (Верхняя) Волга до Куйбышевского водохранилища (без бассейна Оки).
Код объекта в государственном водном реестре — 08010200412110000004774.